# Kiwaï
Actinidia arguta
Pour les articles homonymes, voir Kiwai (homonymie).
Espèce
Classification phylogénétique
Le kiwaï (Actinidia arguta), également appelé kiwi de Sibérie ou kiwi d'été, est une plante grimpante de la famille des Actinidiaceae, originaire d'Extrême-Orient, cultivée pour ses fruits comestibles (peau y comprise), que les données scientifiques disponibles font classer parmi les aliments sains : le kiwaï, comme son cousin le kiwi, est — avec la Papaye — l'un des fruits les plus riches en nutriments au monde et une excellente source d'antioxydants.
Le terme, encore peu connu, désigne également le fruit de cette plante dont le nom scientifique est : Actinidia arguta (Siebold & Zucc.) Planch. ex Miq.
Le kiwaï est parent du kiwi, déjà utilisé dans la pharmacopée de l'empire de Chine.

## Description

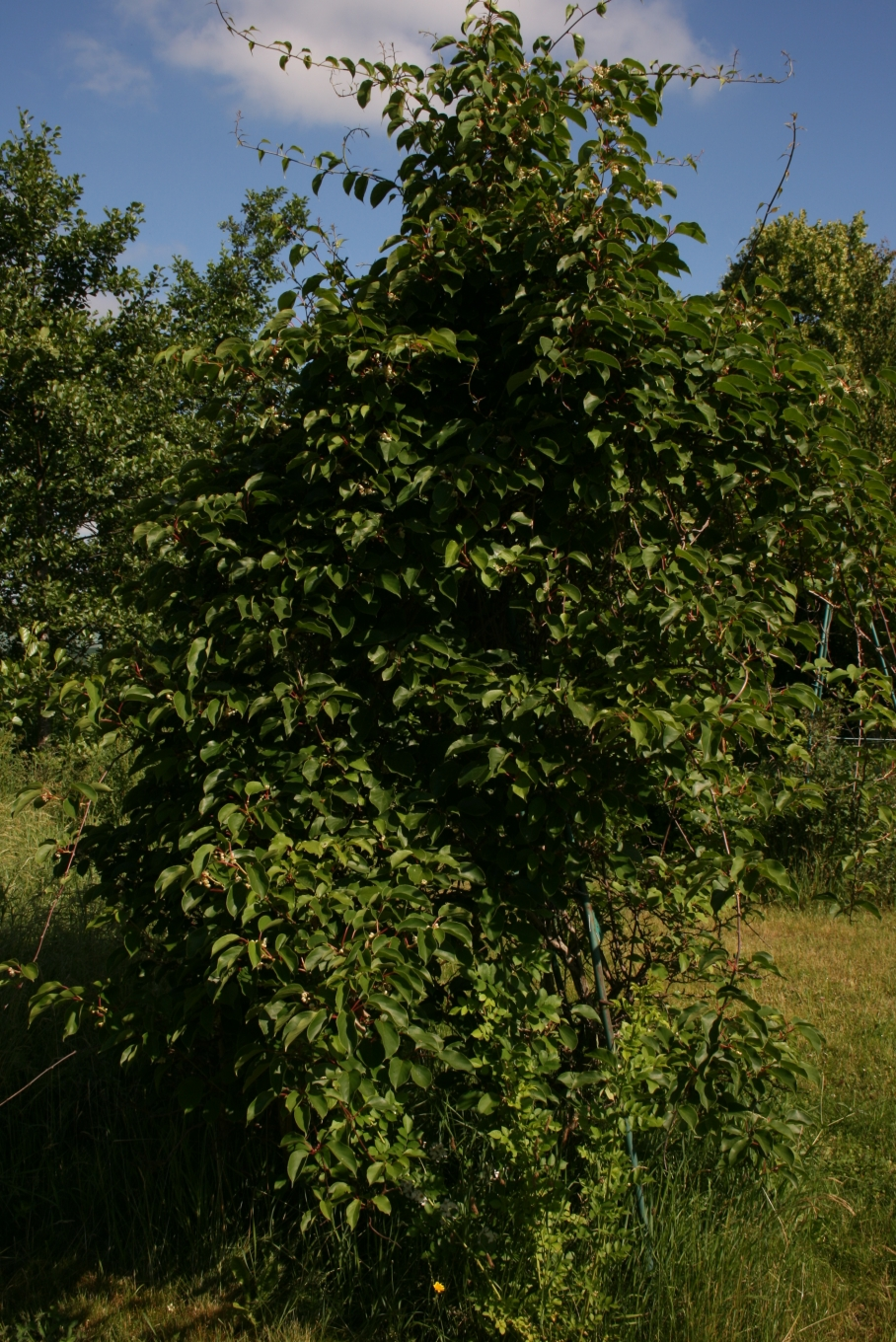
Kiwaï (Actinidia arguta), dans le Jutland.

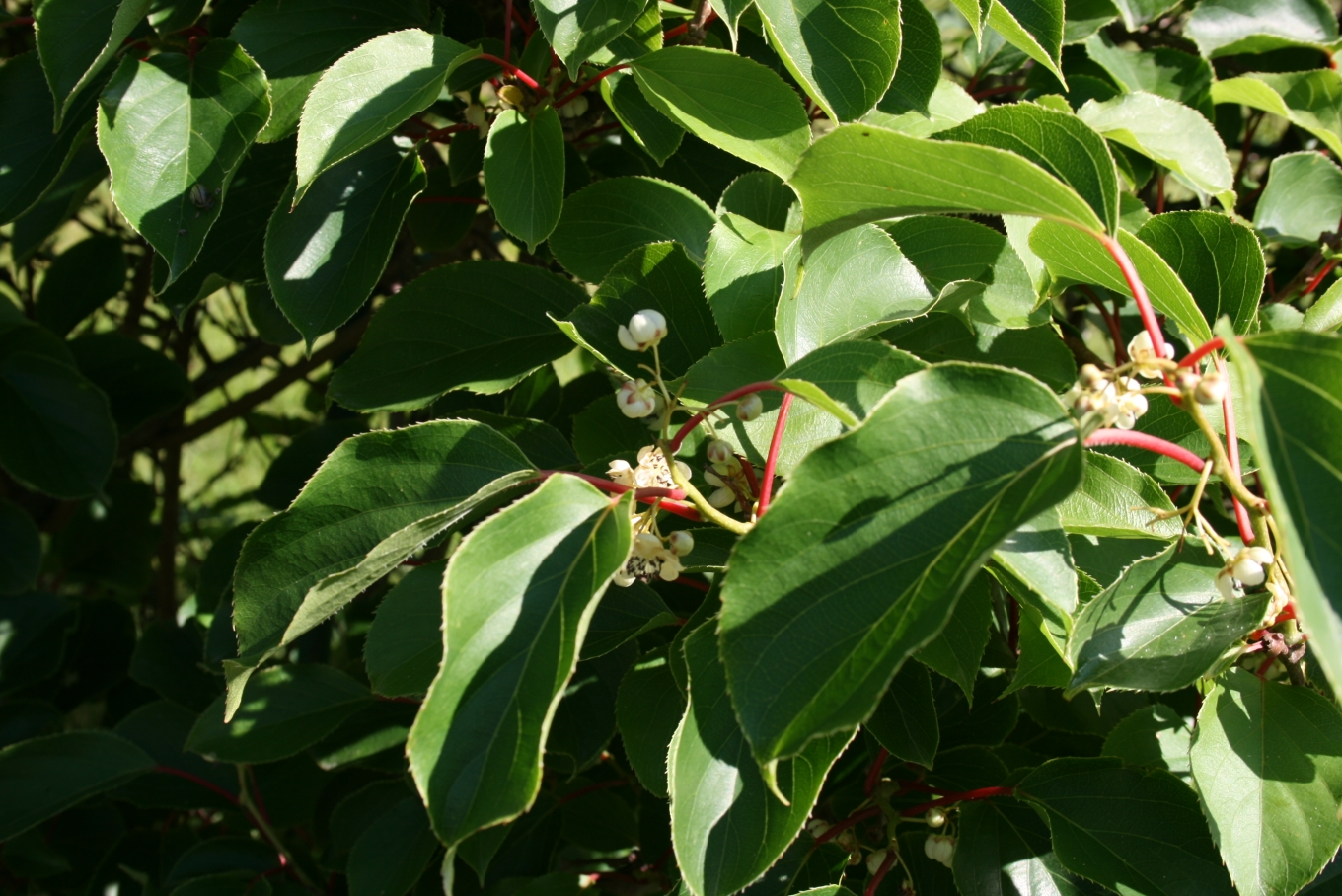
Feuilles du Kiwaï.

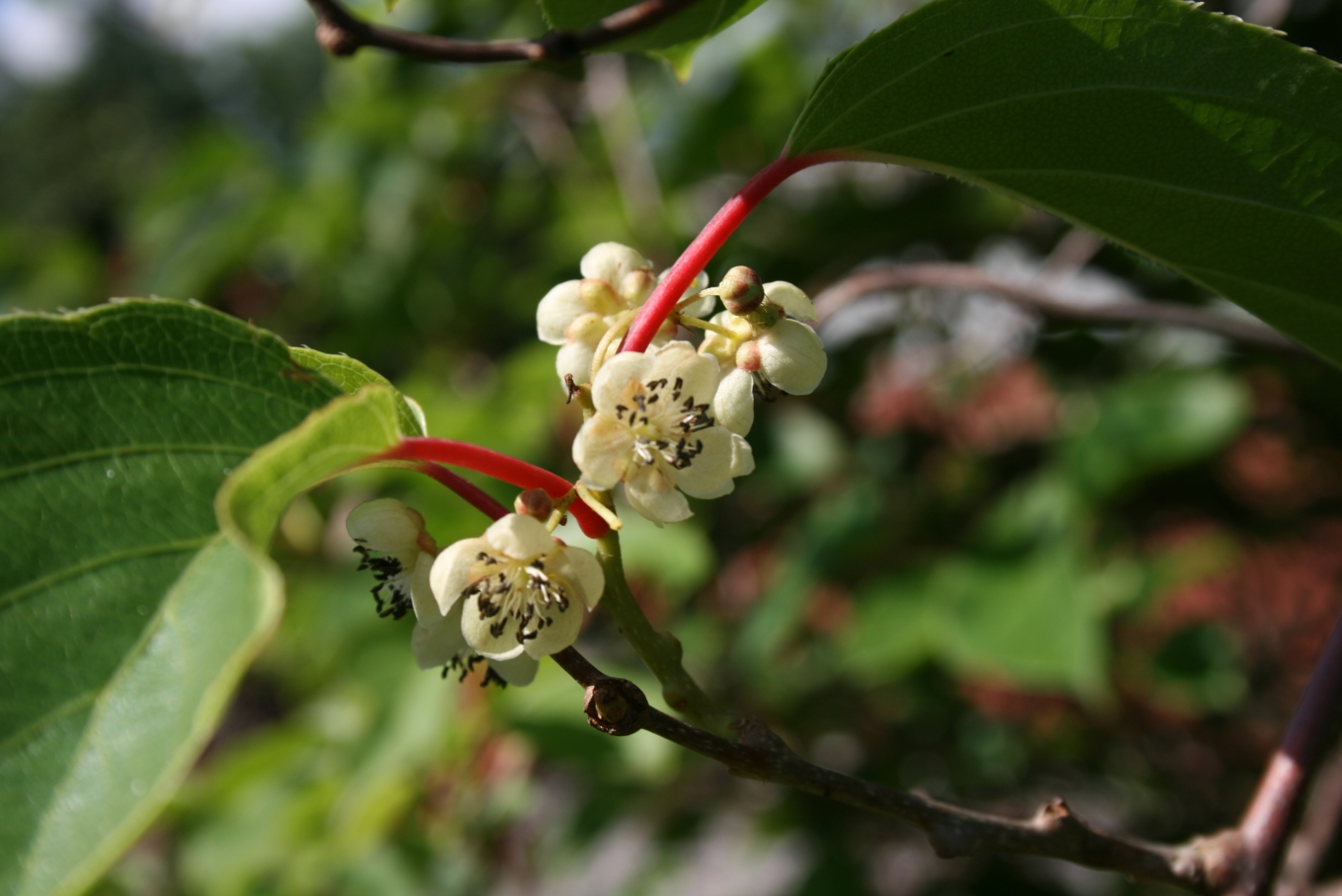
Fleur du Kiwaï.

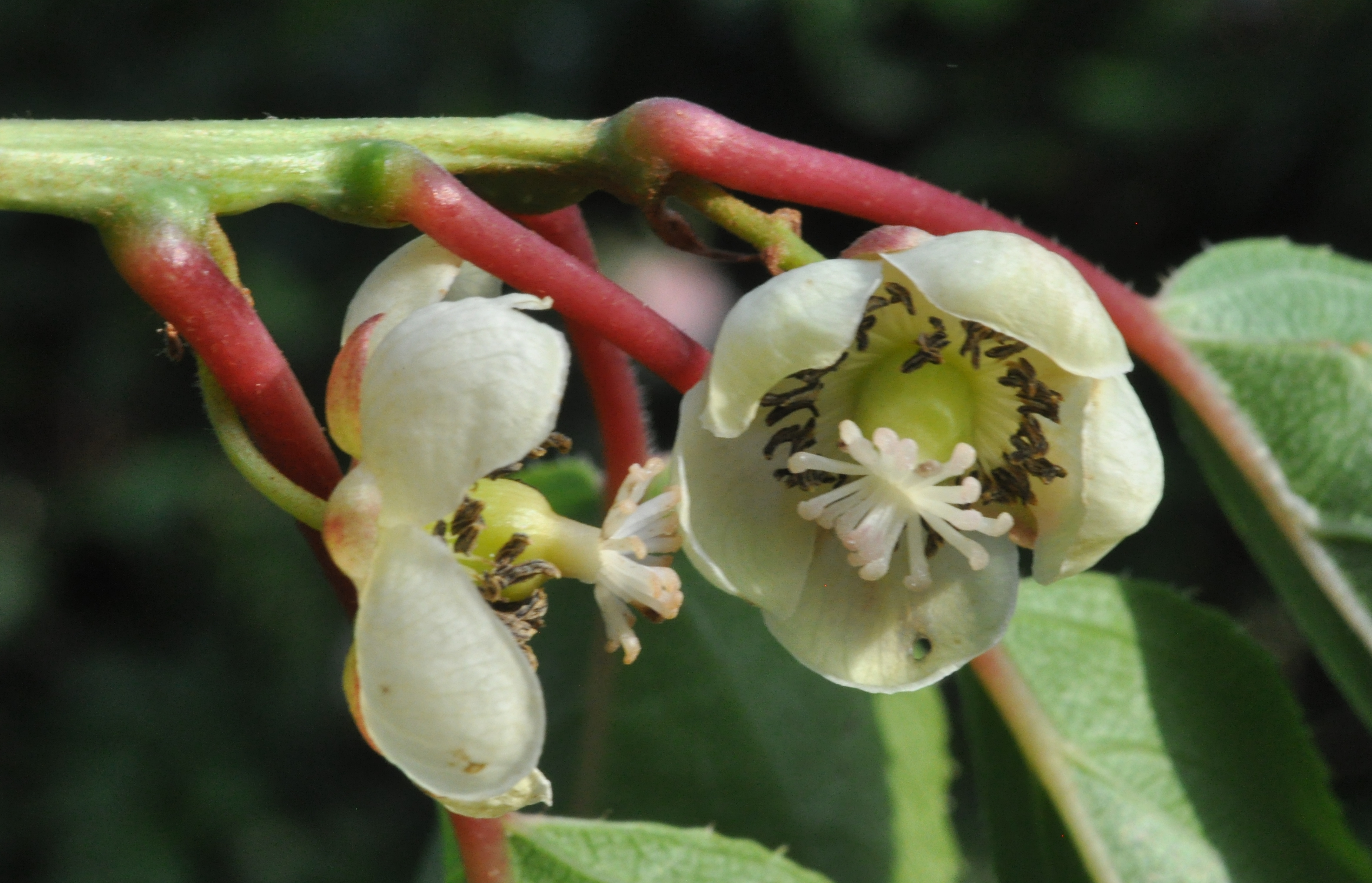
Fleur femelle.

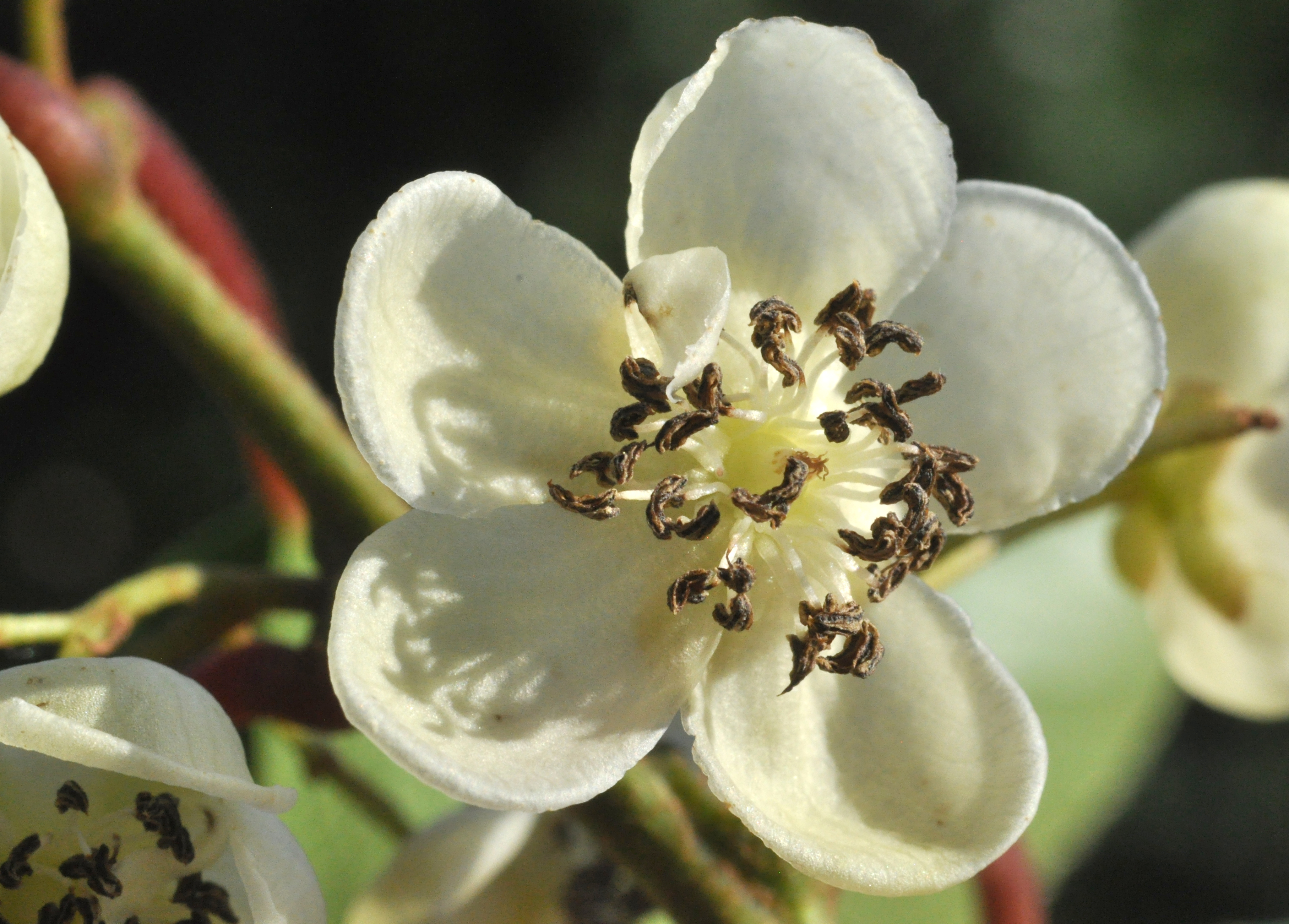
Fleur mâle.

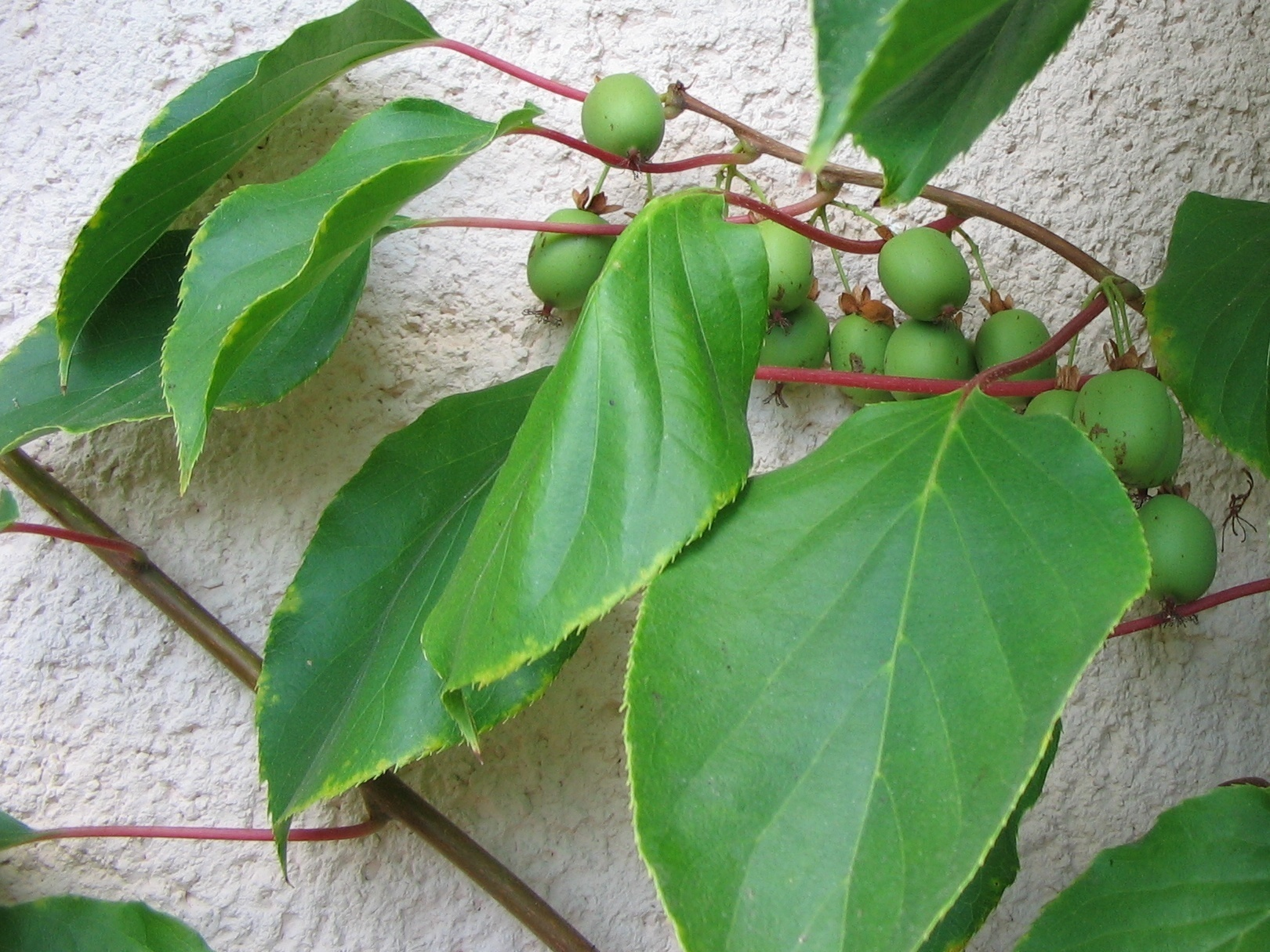
Fruits non mûrs.

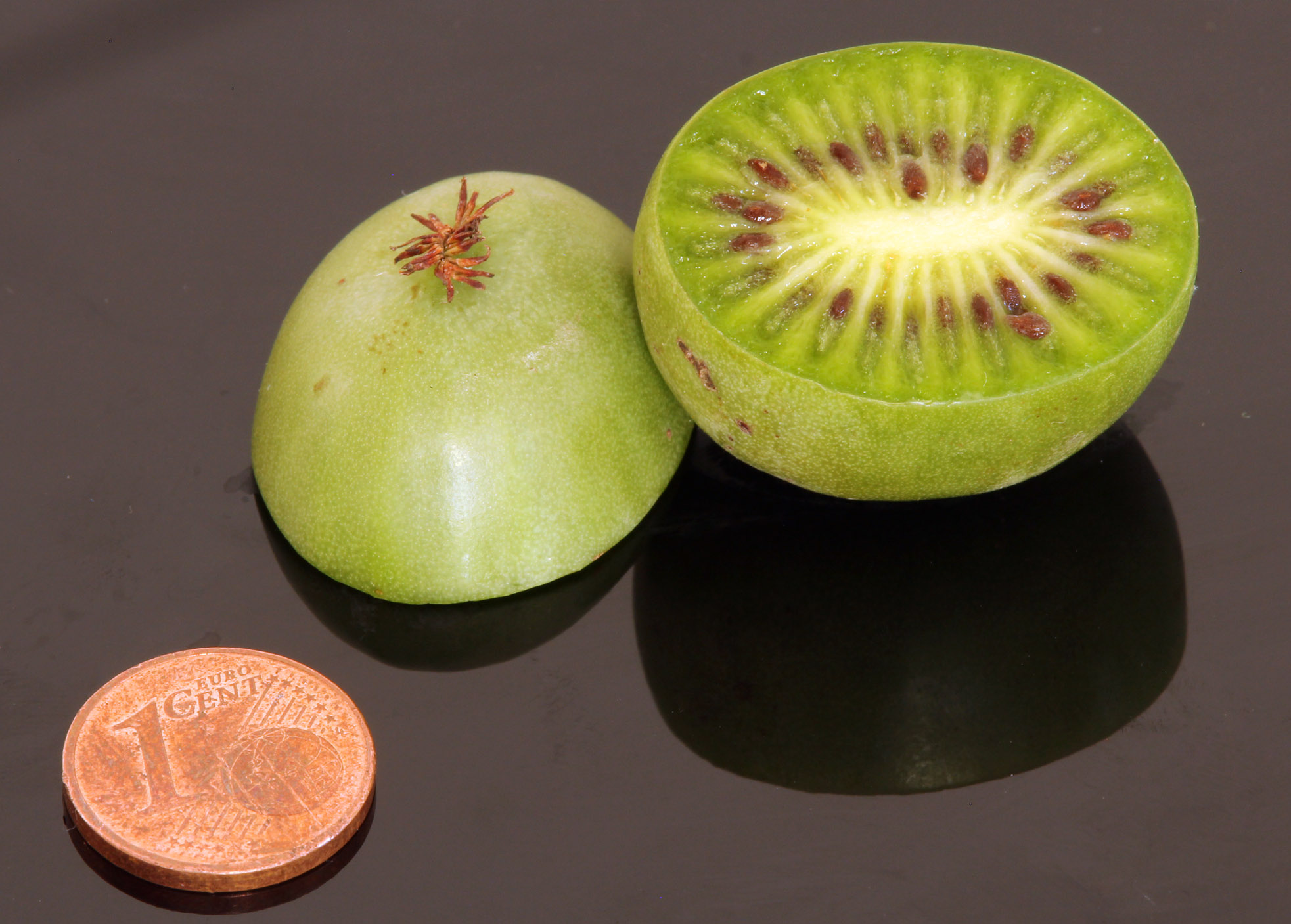
Fruit du Kiwaï coupé en deux.

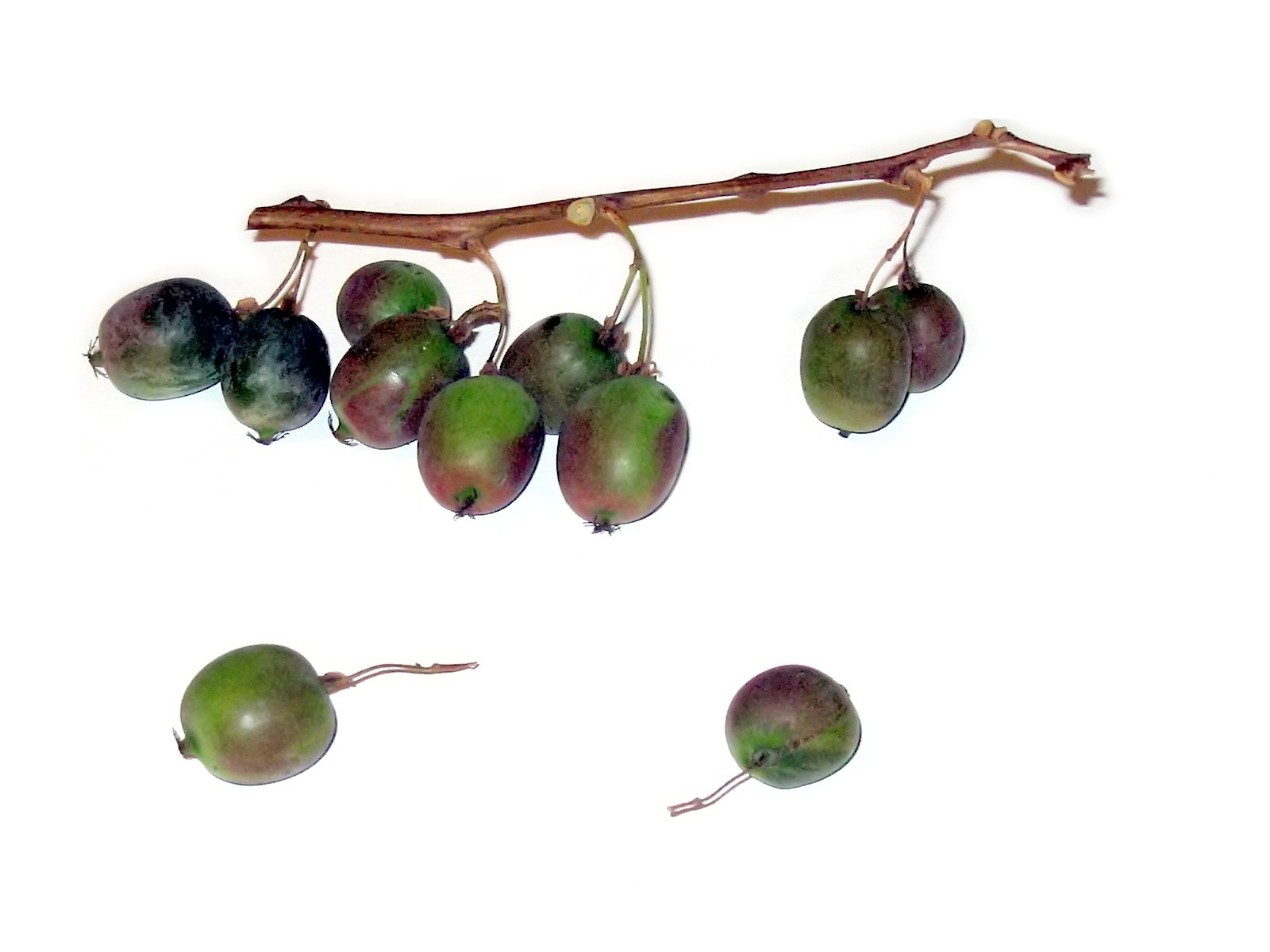
Grappe de fruit du Kiwaï (cultivar : Weiki, l'un des plus courants en Europe).

Cette plante grimpante volubile très vigoureuse et rustique, a un port de liane dont les tiges peuvent atteindre plus de quinze mètres de long. Comme la plupart des autres Actinidia, c'est une plante dioïque sauf pour la variété japonaise Issai (autofertile, mais moins vigoureuse que la moyenne) et pour la variété Vitikiwi (qui elle, est parthénocarpique).

### Feuilles
Les feuilles, alternes, caduques, cordiformes, sont assez grandes, de 8 à 10 cm de long, terminées en pointe et finement dentées.

### Fleurs
Généralement blanches, elles sont relativement petites (environ deux centimètres de diamètre) et très odorantes. Elles apparaissent à l'aisselle des feuilles, généralement groupées par trois.

### Fruits
Ce sont des baies ovoïdes qui poussent en grappe, longs d'environ 25 mm (plus petites que les kiwis, de la taille d'un gros grain de raisin). Leur peau est lisse, généralement verte tirant sur le jaune, ou plus ou moins rougeâtre ou brun-rouge, selon les cultivars. Les fruits sont « très aromatique avec une saveur douce et intense qui a été comparée au cassis, à l'ananas, à la fraise mûre, à la poire, à la banane, au melon et à d'autres saveurs tropicales et peut être utilisé pour manger frais et/ou pour la confiture et le vin ». Les variétés donnant des fruits tirant vers le vert sont habituellement plutôt douces, et les rouges un peu plus acides mais de nombreux hybrides existent à mi-chemin entre les deux avec des nuances de goûts variés.
Un avantage du kiwaï (par rapport au kiwi) est que sa peau, qui évoque celle du raisin, est comestible (et elle contient jusqu'à 15 fois plus d'antioxydants que la pulpe du fruit),.

## Intérêt nutritionnel
Diverses études,, ont montré que les teneurs du Kiwaï en composés intéressants varient selon les cultivars et leur variabilité génétique, mais aussi selon ses conditions de culture (qualité, fertilité et disponibilité en eau du sol, ensoleillement, température, tutorage, etc.), et selon la date et les conditions de récolte, d'entreposage (et de transformation, le cas échéant).
Le fruit est connu pour être très riche en vitamine C, en vitamine B8 (myo-inositol), mais c'est aussi une source intéressante de vitamines A et E, B6 et autres ; ainsi que de lutéine, de β-carotène, de chlorophylles, d'enzyme actinidine et d'antioxydants, et de fibres alimentaires. Il est riche en certains minéraux/oligoéléments (potassium, calcium, magnésium, cuivre, fer, manganèse) ; et selon Piotr Latocha (2017) « de nombreux composants nutritionnels du kiwaï restent non étudiés et attendent une analyse plus approfondie ».

### Composition
Elle rappelle de près celle du kiwi, mais avec des teneurs nettement plus haute en certains composés,, ce qui pourrait lui valoir un intérêt « considérablement plus important » que le Kiwi dans le cadre de la demande croissante en aliments naturels riches en composés biologiquement actifs bons pour la santé ; d'autant que selon Yeomans et al.(2005), ses avantages pour la santé se montrent plus efficaces quand certains ces composés sont présents ensembles dans l'aliment.
Voici quelques données pour le fruit mûr « prêt à consommer » (matière sèche, sucre soluble, pectines, acides organiques, acidité titrable, pH, cendres, fibres et protéase) :
- matière sèche (MS) : elle varie avec le cultivar, et selon les conditions de croissance : de 14,6 à 25,5 % (à comparer au kiwi Hayward (le plus cultivé) : 15,3–17,2 % de matière sèche[3].
- teneur en cendres :  de 0,62 à 0,94 % ; soit un peu plus élevée que chez le Kiwi (0,61 % pour le kiwi Hayward)[3] ;
- Pectine : Contrairement au kiwi, le kiwaï est aussi riche en pectines (pour certains cultivars seulement, avec alors de 2,17 à 3,30% [13] ;
- solides solubles : de 12,1 à 16,8° Brix, dépassant celle du kiwi Hayward (13,2 à 13,8° Brix)[13],[14] ;
- composition en sucres solubles et en acides organiques : elle varie et peut influencer la palatabilité des fruits[15]. Le kiwi (Actinidia deliciosa) et le kiwaï (Actinidia arguta) ont un taux comparable de sucres solubles (environ 8,1 à 8,8 et 3,9 à 9,6 g de sucres pour 100 g de poids frais (FW), respectivement [13],[16],[17],[18]. Chez A. deliciosa  le glucose et le fructose dominent, le saccharose étant moins présent alors qu'il domine chez Actinidia arguta, suivi du glucose et du fructose[19],[20],[21] ;
- équilibre entre sucre et acides organiques : il fonde les qualités gustatives du kiwi et du kiwaï[22] qui, tous deux, contiennent surtout des acides citrique et quinique (responsables du goût acide du fruit), devant l'acide malique[13],[21] ; mais il y a moins d'acide quinique dans le kiwaï que dans le kiwi[18]. 
Selon Wojdyło et al. (2017)[13], les acides organiques de kiwaï, totalisant 16,85–21,06 g/100 g FW, se composent d'acide citrique (5,75–9,56 g/100 g FW), d'acide quinique (4,17–8,20 g/100 g FW), d'acide malique (1,37–4,34 g/100 g FW), acide oxalique (1,70–3,67 g/100 g FW), acide shikimique (0,03–0,23 g/100 g FW) et acide succinique (0–0,28 g/100 g FW). L'acide citrique est dominant avec 30 à 50% de la teneur totale en acides organiques. Des teneurs différentes sont cependant trouvées au Japon par Nishiyama et al.[17] qui ont étudié chez plusieurs espèces d'actinidies la teneur des trois principaux acides organiques (acide citrique, quinique et malique) chez Actinidia arguta (fruit) à 0,54–1,37, 0,51–0,73 et 0,10–0,30 g/100 g FW, respectivement. Contrairement au kiwaï, le kiwi Hayward ne contient que 2,19 à 2,41 g d'acides organiques au total pour 100 g en poids frais[17] ;
- pH : il est compris entre 3,1 et 3,6 (contre 3,1 à 4,0 chez le Kiwi), ce qui le classe, comme le Kiwi, parmi les aliments « riches en acides »[3] ;
- Enzymes : Le kiwaï contient environ 2,0 à 3,8 % de TDF, et des quantités appréciables de protéases, plus que dans le kiwi[3] ; avec comme principale protéase la cystéine protéase actinidine (qui agit comme la papaïne[2]. Cependant les taux d'actinidine varient beaucoup selon les espèces et cultivars, tant pour le kiwaï que pour le kiwi. Ainsi, les quantités d'actinidine chez les trois principales espèces (Actinidia deliciosa, Actinidia chinensis et Actinidia arguta) varient à 2,9-4,4, 0-5,7 et 1,6-10,7 mg/mL de jus de fruit, respectivement[23]. 
L'activité protéasique mesurée pour différents cultivars de kiwaï varie significativement (de 25,7 à 114,0 nM p NA/min) mais est nettement plus élevée que pour le kiwi (6,3–10,1 nM p NA/min)[23] ;
- Fibresv (insolubles et solubles) : de 2,1 à 3,1 ; et de 0,8–1,0%, respectivement ;
- Vitamine C : comme tous les fruits d'Actinidia, le kiwaï est riche en diverses vitamines, en particulier pour le fruit avec un taux exceptionnellement élevé de vitamine C, bien que ce taux puisse considérablement varier selon l'espèce et les cultivars : entre 22,8 et 430 mg/100 g PF chez les trois principales espèces. Le Kiwaï (en moyenne 150 mg/100g en poids frais) en contient généralement encore plus que les deux principaux kiwis A. chinensis (103 mg/100g en poids frais) et A. deliciosa (65 mg/100g en poids frais)[24]. En Europe, ce taux varie entre 45.4 et 107.7 mg/100 g de poids frais selon le cultivar de kiwaï (les plus fréquents sont Weiki, Ananasnaya et Geneva)[8]. Des hybrides (ex. : Issai) sont particulièrement riches en vitamine C (jusqu'à 222 mg de vitamine C/100 g en poids frais), mais ce dernier a des caractéristiques morphologiques qui n'en font pas un produit commercial à grande échelle. De sélectionneurs chinois ont produit des cultivars encore plus riches (ex. : Kui Lu pouvant contenir jusqu'à 430 mg/100 g de vitamine C en poids frais[25] ; le record ayant été trouvé chez Actinidia kolomikta (jusqu'à 1500 mg/100 g en poids frais)[26],[14]. Exposée à l'air, la vitamine C se dégrade vite (par oxydation en présence d'oxygène et/ou au contact d'ions de métaux lourds ou légers) mais à l'intérieur du kiwaï (et du kiwi) on n'en observe qu'une légère réduction au fil du temps[27],[21] ;
- Autres vitamines : le fruit est une bonne source de vitamines B : B1 surtout avec 0,01 à 0,05 mg/100 g de poids humide ; B2 (0,02 à 0,11 mg), B3 (0,50 à 1,55 mg), B5 (3,80 à 5,60 mg), B6 (1,10 à 1,90 mg) et B8 (266 à 982 mg)[17],[28],[29],[30].
 Nishiyama et al. y ont rouvé des taux de myo-inositol (vitamine B8) quatre à six fois supérieures à celles du kiwi (jusqu'à 982 mg et 153 mg/100 g PF respectivement)[17]. Cela fait du kiwaï « l'une des sources alimentaires les plus riches en alcool de sucre hexahydrique, un composant important du complexe de vitamines B. Le fruit d'Actinidia arguta a presque la teneur en myo-inositol la plus élevée de tous les aliments. Dans certains cas, le myo-inositol peut constituer environ 60 % de tous les sucres contenus dans les fruits d'actinidia[31]. Le kiwaï est une source importante de vitamine E (4,6–5,3 mg/100 g FW) : étant liposoluble on pourrait la penser uniquement présente dans les pépins où elles serait alors pas biodisponible car ces derniers résistent généralement à la digestion[2], mais une équipe italienne a montré en 2009 que la principale forme (α-tocophérol) de la vitamine E se trouve dans la chair du fruit (possiblement associée aux membranes cellulaires), et donc potentiellement biodisponible[32]. 
<Concernant la vitamine K, on manque de données pour le kiwaï. 
Pour la vitamine A, les données viennent de Corée où selon le Centre d'analyse des aliments de l'Université des femmes de Suwon, la vitamine A (calculée en tant qu'équivalents d'activité du rétinol), elle variait selon les cultivars testés, de 37,3 à 84,5 μg RAE/100 g en poids frais[33] » ;
- Composés phénoliques : ces antioxydants très efficaces sont assez présents dans le Kiwaï (et le Kiwi) mais le TPC (total des composés phénoliques) varie selon les conditions de croissance, et selon la méthode d'extraction et de détermination au laboratoire. Actinidia arguta contiendrait jusqu'à plus de trois fois de polyphénols que le kiwi Hayward[34]. Ce TPC recalculé en tant qu'équivalent en acide gallique ou GAE (Gallic acid equivalent) est de 41,7 à 267 mg pour 100 g de poids frai[3]. Selon Parc et al.[35] les flavonoïdes, les tanins et les flavanols sont dominants et plus concentrés dans le Kiwaï qu et le Kiwi. Pour An et al. le kiwaï contient de 118,2 à 191,6 mg de GAE/100 g de composés phénoliques en poids humides, dont 28,8 à 40,4 mg de CE/100 g de flavonoïdes[36]. D'autres y ont trouvé jusqu'à 426 mg/100g de matière humide de composés phénoliques[37],[38]. D'autres encore rapportent que le TPC du kiwaï calculé en tant que somme de tous les composés identifiés, varie de 443,2 à 1301,1 mg/100 g de matière humide, notamment en fonction du cultivar[13]. Les flavan-3-ols (mesurés par la méthode UPLC-PDA) sont la classe majeure de polyphénols des kiwaï, constituent de 96 à 99 % des composés polyphénoliques totaux. Les flavonols (deuxième classe de composés phénoliques de ce fruit, en constituent 1 à 4 %), devant les acides phénoliques (0,4 à 0,7 %) et les anthocyanes (0 à 0,8 %). La spectrographie de masse a mis en évidence 24 composés différents, dont vingt-deux identifiés pour la première fois dans les fruits d'Actinidia. Les flavonols (16 composés) dominent, principalement des dérivés de la quercétine et du kaempférol, devant les acides phénoliques (sept composés). D'autres sources citent aussi l'acide gallique, l'acide chlorogénoc, l'acide tannique, l'acide 2,4-dihydroxybenzoïque, l'acide caféique, de la (+)-catéchine, de la (-)-épicatéchine, de la rutine et de la quercétine[14],[5]. Ces composés phénoliques contribuent à la défense du végétal contre divers facteurs environnementaux nocifs ; on les retrouve donc sans surprise dans la peau/pelure du fruit où ils pourraient éventuellement être un témoin du stress environnemental subi par le fruit ou la plante en croissance[3] ;
- Pigments : dans le fruit, ils varient en nature et en quantité selon l'espèce et le cultivar. Ce sont notamment des caroténoïdes, des chlorophylles et des anthocyanes. Deux caroténoïdes (lutéine et le β-carotène qui sont deux antioxydants puissants), sont les plus concentrés dans les fruits d'Actinidia. Parmi les espèces commerciales d'Actinidia , le kiwi contient les niveaux les plus élevés de lutéine et de β-carotène, jusqu'à 0,93 et 0,29 mg/100 g FW, respectivement[39]. La zéaxanthine (0,02–0,04 mg/100 g FW), la violaxanthine (0,01–0,12 mg/100 g FW) et des traces d'α-carotène sont présentes en plus petites quantités[8],[34]. Des différences quantitatives significatives dans ces composés signalées en Europe et au Japon suggèrent une influence significative du climat et de la constitution génétique sur la composition des pigments des fruits[3].
Certaines espèces et certains cultivars de kiwi à chair rouge (ex. : Actinidia melanandra et Actinidia arguta ou ses hybrides) contiennent aussi de petites quantités d'anthocyanes ; en plus grande quantité chez A. melanandra (50,4–98,5 μg/100 g FW) et les cultivars à chair rouge Actinidia arguta (161,2–206,1 μg/100 g FW), où les anthocyanes sont présentes dans le peau, le péricarpe et les pépins[40],[41]. D'autres recherches confirment également la présence d'anthocyanes dans certains cultivars de kiwi à chair verte (jusqu'à 129,8 μg / g DW)[13],[34]. Des recherches récentes identifient la cyanidine-3- O-sambubioside comme principal anthocyane du cultivar Ken's Red de kiwaï[13].
Un autre pigment étroitement associé au fruit d' Actinidia est la chlorophylle. Le kiwi, contenant entre 2,6 et 4,2 mg/100 g FW, a jusqu'à 3,2 fois la concentration en chlorophylle du kiwi (1,3–2,7 mg/100 g en poids humide)[34],[39]. La chlorophylle a est la forme prédominante dans les kiwis et les kiwis[8],[39].
- Composition minérale: elle varie beaucoup selon la génétique du plant (cultivar) et ses conditions de croissance telles que le sol et les conditions météorologiques ; avec comme ordre de quantité relative de macroéléments :  K > Ca > P > Mg > Na ; et pour les microéléments :Fe > Zn > B > Mn > Cu [3]. Selon les données disponibles en 2012/2014, le kiwaï est une bonne source de potassium, de calcium et de magnésium[30],[42],[43],[44],[45]. Selon le cultivar et l'année de culture, le kiwaï peut contenir 162,7–382 mg K/100 g FW, 51,5–120,1 mg Ca/100 g FW, 31,7–80,2 mg P/100 g FW, 10,0–23,2 mg Mg/100 g PF et seulement 1,2–9,6 mg de sodium[7]. Les concentrations de potassium et de magnésium dans le kiwi sont similaires aux niveaux trouvés dans le kiwi Hayward, tandis que la concentration de calcium dans le kiwi est environ le double de celle du kiwi [11],[46].
- Microéléments : le fruit en contient 0,31–1,15 mg Fe/100 g en poids humide, 0,18–1,45 mg Zn/100 g de poids humide, 0,18–0,48 mg B/100 g en poids humide, 0,03–0,24 mg Mn/100 g en poids humide et 0,05–0,16 mg Cu/100 g en poids humide. 
Ceci fait généralement du kiwi une source plus riche en ces minéraux que le Kiwi (ou similaire)[47],[16]. La même proportion de macro- et microéléments dans différents cultivars de kiwi testés en Iran a été trouvée par Samadi-Maybodi et Shariat en 2003[48], et le kiwi Mitsu-ko testé au Japon[21]. Selon des études japonaises, la teneur en K, Ca, Mg, Mn et Zn des fruits du iwaï (Actinidia arguta) est plus élevée que celle du Kiwi Hayward. Des résultats similaires ont été obtenus par Martens en 2010[43] et pour les hybrides dActinidia arguta et dActinidia purpurea par Bieniek (2012)[44]. Une corrélation constante entre les concentrations proportionnelles en micronutriments des fruits du genre Actinidia suggère que cela dépend davantage de sa constitution génétique que des conditions de croissance [3].
- Acides aminés : Le kiwaï contient aussi une vingtaine d'acides aminés, dont le total varie, selon Jin et al., entre 601 à=et 1220 mg/100 g en poids humide, dont 199 à 414 mg sont des acides aminés essentiels, les deux principaux étant l'acide glutamique et l'acide aspartique[30].
- lipides : Le kiwaï en présente des teneurs comparables à celles du kiwi Hayward. Elle se limite presque aux graines, mais une faible quantité de lipides est associée aux membranes cellulaire du fruit[11].
- Acides gras : Ils comprennent 13,9 à 30,5 % d'acides gras saturés, et 70,4 à 85,8 % d'acides gras insaturés. L'analyse des acides gras montre que les principaux acides gras des trois cultivars de kiwi sont l'acide palmitique en tant qu'acide gras saturé et l'acide α-linoléique en tant qu'acide gras insaturé[30]. Cela rend son huile intéressante pour des usages nutritionnels.
- Activité antioxydante (AA) : Le nombre de nutriments prometteurs sur le plan médical de ce fruit a motivé des recherches (encore en cours) sur ses propriétés antioxydantes et anti-inflammatoires qui pourraient aider à protéger contre les maladies cardiovasculaires, le cancer et d'autres troubles dégénératifs. Un grand nombre des composés bioactifs mentionnés ci-dessus possèdent des capacités de piégeage des radicaux libres. Le kiwaï AA de piégeage des radicaux libres dans le corps pourrait aider à réduire certaines maladies supposées être modulées par les radicaux libres[36]. Les extraits de kiwaï montrent une activité antioxydante plus forte que le kiwi, telle que mesurée par différentes méthodes liées à différents groupes de composés. Tout comme la composition chimique du kiwi diffère en fonction de divers facteurs génétiques et environnementaux, sa capacité à piéger les radicaux libres est également variable. Malheureusement, les différentes méthodes de mesure et procédures d'extraction (les solvants utilisés, la durée et la température d'extraction) peuvent rendre ces résultats difficiles à comparer. L'AA moyen de différents extraits de kiwi par rapport au kiwi est résumé dans le tableau 2 (ressource en ligne)[3]. 
Selon Latocha et al.[8], l'AA des extraits hydrophiles de kiwi sur la base du test ABTS varie de 1,73 à 4,22 mg AAE/g FW en moyenne et est similaire à celui du kiwi (1,83–2,06 mg AAE/g FW). Ces résultats sont comparables aux valeurs obtenues par An et al. pour le kiwi en Corée du Sud (1,10–2,10 mg AAE/g PF)[36]. Pendant ce temps, Leontowicz et al.[34], en utilisant le même dosage et le même solvant, indiquent un AA beaucoup plus élevé du kiwi (47,2–122,4 μM TE/g DW) par rapport au kiwi (13,5–16,1 μM TE/g en poids sec). En revanche, les AA des extraits lipophiles basés sur le test ABTS vont de 10,8 à 29,9 et de 11,1 à 13,5 μM TE/g en poids sec ou 0,93–2,64 et 0,95–1,36 mg AAE/g en poids humide [17[49], pour le kiwi et le kiwi respectivement, montrant une grande similitude. Le second résultat est comparable à celui obtenu pour les oranges (1,42 mg AAE/g en poids frais), mais inférieur à celui des fraises (4,72 mg AAE/g en poids frais)[49].
L'AA du kiwi mesuré par le dosage DPPH indique les mêmes proportions que celui obtenu par le dosage ABTS. Selon Leontowicz et al. (2016), les extraits hydrophiles et lipophiles du kiwi (10,5–42,5 et 9,0–15,7 μM TE/g DW, respectivement) présentent un AA beaucoup plus élevé que le kiwi (6,6–7,9 et 6,0–6,9 μM TE/g DW, respectivement)[34]. D'autres travaux de recherche entrepris par Fisk et al.[50] dans l'Oregon aux États-Unis ; Latocha & al.[8] et An & al.(2016) en Corée du Sud[36], qui ont utilisé la même méthode pour les extraits lipophiles de kiwaï, montrent des résultats similaires (voir Tableau  2 / ressource en ligne)[3]. Des analyses de fruits de Kiwaï ssélectionnés au Japon montrent que l'AA du kiwi mesuré par dosage ORAC hydrophile (88,7–99,7 μM TE/g en poids humide) est plus de 13 fois supérieur à celui du kiwi (5,2–7,1 μM TE/g en poids humide) et 30 % supérieur à celui de la myrtille (65,6 μM ET/g en poids humide)[38]. À leur tour, les AA des extraits lipophiles de kiwaÏ et de kiwi indiquent une plus grande similitude (dosage ORAC). D'autres expériences qui ont utilisé les dosages CUPRAC[51] et FRAP[52] et les deux types de solvant ont confirmé que le kiwi a un AA significativement plus élevé que le kiwi, quel que soit le dosage utilisé[34]. Les résultats de l'AA d'extraits de kiwaï contre les radicaux hydroxyles naturels (• OH, considérés comme la forme la plus réactive en biologie), confirment que les extraits de kiwaï peuvent réduire ces radicaux jusqu'à 70,7 % [8]. Confirmée par de nombreuses recherches supplémentaires, l'activité antioxydante du fruit du kiwi est fortement corrélée à sa teneur totale en phénols et à sa teneur totale en acide ascorbique[34],[7],[14],[38],[53].

## Bienfaits pour la santé humaine
Le Kiwaï, comme le Kiwi, est souvent considéré comme un super aliment pour la santé, en lien avec une composition nutritionnelle exceptionnellement riche en composés d'intérêt pour la santé, dont certains interagissent synergiquement, entre eux, avec d'autres aliments ou avec l'organisme.
Les plantes du genre Actinidia, originaire de Chine, y ont historiquement été utilisées pour soigner certains troubles digestifs (dyspepsie…), les rhumatismes et les hémorroïdes, et peut être, par plusieurs thérapies chinoises, contre le cancer. La valeur thérapeutique du kiwi contre certaines maladies a été démontrée par diverses sources scientifiques. L'un des avantages les plus connus des fruits d'Actinidia sont leur soutien au système gastro-intestinal :
- ils favorisent une bonne flore intestinale[54].
- ils ont des propriétés enzymatique « attendrissantes » vis à vis de la viande, ce qui facilite sa digestion

Ces deux caractéristiques du kiwi (et du kiwaï) en font des aliments bon pour la santé du tube digestif. 
Des produits de santé digestive, à base d'extraits de kiwi, ont ainsi déjà été développés et commercialisés (ex. : Zylax en Nouvelle-Zélande ou Kiwi-Klenz en Allemagne).
Les qualités nutritives de ce fruit font encore l'objet de recherche car les données scientifiques proviennent surtout d'études faites sur le modèle animal ou in vitro (voir la section Recherche plus bas).

## Allergénicité
Au milieu des années 2010, elle est encore peu étudiée et mal comprise.

Mais Latocha (2017) note que 

« le kiwi, plus largement consommé que le kiwaï, a déclenché un nombre croissant d'allergies au fur et à mesure que sa popularité mondiale grandissait. 2 à 3 % de la population humaine présentent une hypersensibilité à l'actinidine contenue dans les fruits, le symptôme de réaction allergique le plus courant étant une dermatite buccale. Fait intéressant, les personnes allergiques au kiwi A. deliciosa ont présenté des symptômes moins graves après la consommation de kiwi A. chinensis. Il a été rapporté que certains symptômes d'allergie peuvent être influencés par d'autres composants alimentaires consommés avec le kiwi. L'allergie au kiwi est souvent une réaction croisée avec d'autres allergies, comme celle au pollen de bouleau et de graminées. Il semble également avoir une réactivité croisée avec le syndrome de sensibilité au latex. Plusieurs constituants de fruits d'Actinidiales ont été provisoirement identifiés comme allergènes. Plus précisément, onze allergènes du kiwi ont été enregistrés dans la base de données de la nomenclature des allergènes. Il s'agit notamment de la cystéine protéase de 30 kd Act (Act d1), un enzyme qui catalyse l'hydrolyse des liaisons peptidiques et est considérée comme le principal allergène du kiwi, d'une protéine de type thaumatine de 24 kd (Act d2), de la cellule de 26 kd la protéine de paroi kiwelline (Acte d5) et la cystatine, un inhibiteur de la protéase à cystéine (Acte d4). 
Cependant, des préoccupations récentes concernent le fait que certaines protéines de kiwi pourraient avoir été ajoutées prématurément à la base de données sans une rigueur scientifique adéquate dans l'évaluation de l'allergénicité ou uniquement sur la base d' essais in vitro potentiellement peu fiables. La liaison aux IgE, plutôt que la réactivité cliniquement pertinente, est utilisée de manière inappropriée pour confirmer l'allergénicité. De plus, certains rapports indiquent que les kiwis peuvent même protéger contre certains types d'allergies. Selon Park et al., PG102 possède une activité immunomodulatrice oralement active chez la souris. Dans une recherche menée par Park et al., Choi et al. et Kim et al., les extraits de kiwaï ont réduit efficacement les niveaux d'IgE totales dans la dermatite atopique traitée chez la souris ou le rat. Les mêmes résultats ont également été rapportés pour les chiens. De plus, Kim et al. mentionnent les effets anti-allergiques du PG102 dans un modèle d'asthme induit par l'ovalbumine murine. 
Certaines études cliniques menées avec le PG102 ont permis de réduire efficacement les taux d'IgE totales chez des sujets atopiques apparemment asymptomatiques. En outre, d'autres chercheurs suggèrent que le PG102 a un grand potentiel en tant que modulateur immunitaire actif par voie orale sûr (avec un risque minimal d'effets secondaires) pour le traitement de diverses maladies allergiques humaines. »

## Recherche
Les travaux sur la valeur nutritionnelle et les bienfaits pour la santé du kiwaï se sont multipliés dans les années 2010, apportant de nouvelles informations sur les bienfaits du kiwi pour la santé, mettant aussi en avant un intérêt potentiel en termes de prévention sanitaire et soulignant ou confirmant selon Latocha (2017) : 

« une composition riche d'ingrédients bénéfiques pour la santé (plus de 20 nutriments essentiels, ce qui en fait l'un des fruits les plus riches en nutriments qui soient. Dans presque tous les cas, le kiwi est plus dense en nutriments en vitamines, minéraux, pigments et phénols que le kiwi, et est l'une des sources les plus riches en vitamine C et en lutéine parmi les fruits couramment consommés. Le kiwi est également considéré comme la source alimentaire la plus riche en myo-inositol (vit B8). Avec des quantités importantes de composés phénoliques et de minéraux essentiels (principalement du potassium, du calcium et du zinc), il est clair que le kiwaï mérite son statut d'« aliment santé » ou de « super aliment ». Certaines de ces molécules chimiques (vitamine C et composés phénoliques notamment) ont une activité antioxydante. En effet, de nombreuses recherches indiquent maintenant que le kiwaï est un antioxydant naturel prometteur. En tant que tel, il pourrait s'avérer utile dans la prévention des maladies causées par les radicaux libres comme le diabète de type I et certaines maladies cardiovasculaires. Les premières recherches confirment déjà le potentiel du kiwi dans le traitement de l'hypercholestérolémie, de certains types de cancer et de certaines maladies gastro-intestinales »

.
En Pologne, la recherche a montré que les fruits d'Actinidia ont un effet contre l'hypercholestérolémie induite chez le rat, en particulier deux cultivars courants en Europe (Geneva et Weiki) qui se montre bien plus protecteurs que Actinidia deliciosa Hayward ou Actinidia erianthaBidane ; cette protection anticholestérolémique  passerait par un effet sur l'expression des gènes liés au métabolisme des graisses dans le foie et l'aorte.
En Chine et en Corée in vitro on a décrit un « effet inhibiteur élevé de différents extraits de kiwi sur certaines lignées de cellules cancéreuses humaines telles que HepG2 et HT29 et Hep3B et HeLa in vitro. Des recherches ultérieures par Yu et al. ont démontré certaines propriétés anticancéreuses prometteuses d'Actinidia arguta. Plus précisément, un polysaccharide d'Actinidia arguta, identifié comme AAP-3b, a inhibé la prolifération des tumeurs des cellules hépatiques humainesin-vitro. Cette inhibition est associée à l'interruption de la croissance des cellules tumorales hépatiques ainsi qu'à la mort des cellules tumorales. Cette recherche suggère un potentiel futur des fruits ou des constituants sains d'Actinidia arguta pour une utilisation dans le traitement anti-tumoral. Nishimura et al. ont étudié l'effet inhibiteur du jus d'Actinidia arguta sur la mutagénicité des carcinogènes d'origine alimentaire et des hydrocarbures aromatiques polycycliques. Les auteurs suggèrent que les composants d'Actinidia arguta responsables de l'antimutagénicité sont des composés phénoliques solubles dans l'eau et thermolabiles. Ces résultats suggèrent que les composants d'Actinidia arguta sont des candidats prometteurs pour être des agents chimiopréventifs ».
On a montré en Corée « que la fraction d'acétate d'éthyle de Actinidia arguta, contenant des composés phénoliques physiologiques, pourrait améliorer l'amnésie induite par les médicaments par l'inhibition de l'acétylcholinestérase et la neuroprotection ».
An et al. étudient son effet anti-inflammatoire à l'aide d'une lignée cellulaire de macrophages murins RAW 264.7 stimulée par des lipopolysaccharides (LPS), concluant que des extraits de kiwi suppriment la sécrétion de cytokines pro-inflammatoires, dont l'interleukine-6 et le facteur de nécrose tumorale-α, des cellules RAW 264.7 stimulées par le LPS, et qu'ils peuvent être considérés comme un agent anti-inflammatoire potentiel. Les mesures cellulaires de la capacité antioxydante montrent que les extraits de kiwi ont des capacités antioxydantes cellulaires. De tels effets antioxydants cellulaires pourraient directement être attribués à leurs propriétés antioxydantes ou à l'inhibition de la génération de radicaux libres via leurs effets anti-inflammatoires. Enfin, après leurs recherches sur les kiwis à base de souris, Gan et al. concluent que le jus de kiwaÏ peut activer de manière significative la SOD et la GSH-Px dans les globules rouges, et remarquablement améliorer la santé du foie. Il peut également augmenter l'activité antioxydante des enzymes et réduire la peroxydation dans les organismes vieillissants, retardant ainsi le processus de vieillissement.
Le fruit présente probablement des propriétés immunologiques, encore à étudier ou décrire (compte tenu notamment de la popularité croissante de ce fruit. Des chercheurs coréens travaillent sur les effets d'extraits de kiwaï dans la modulation de la réponse immunitaire (chez les humains et les mammifères non humains).

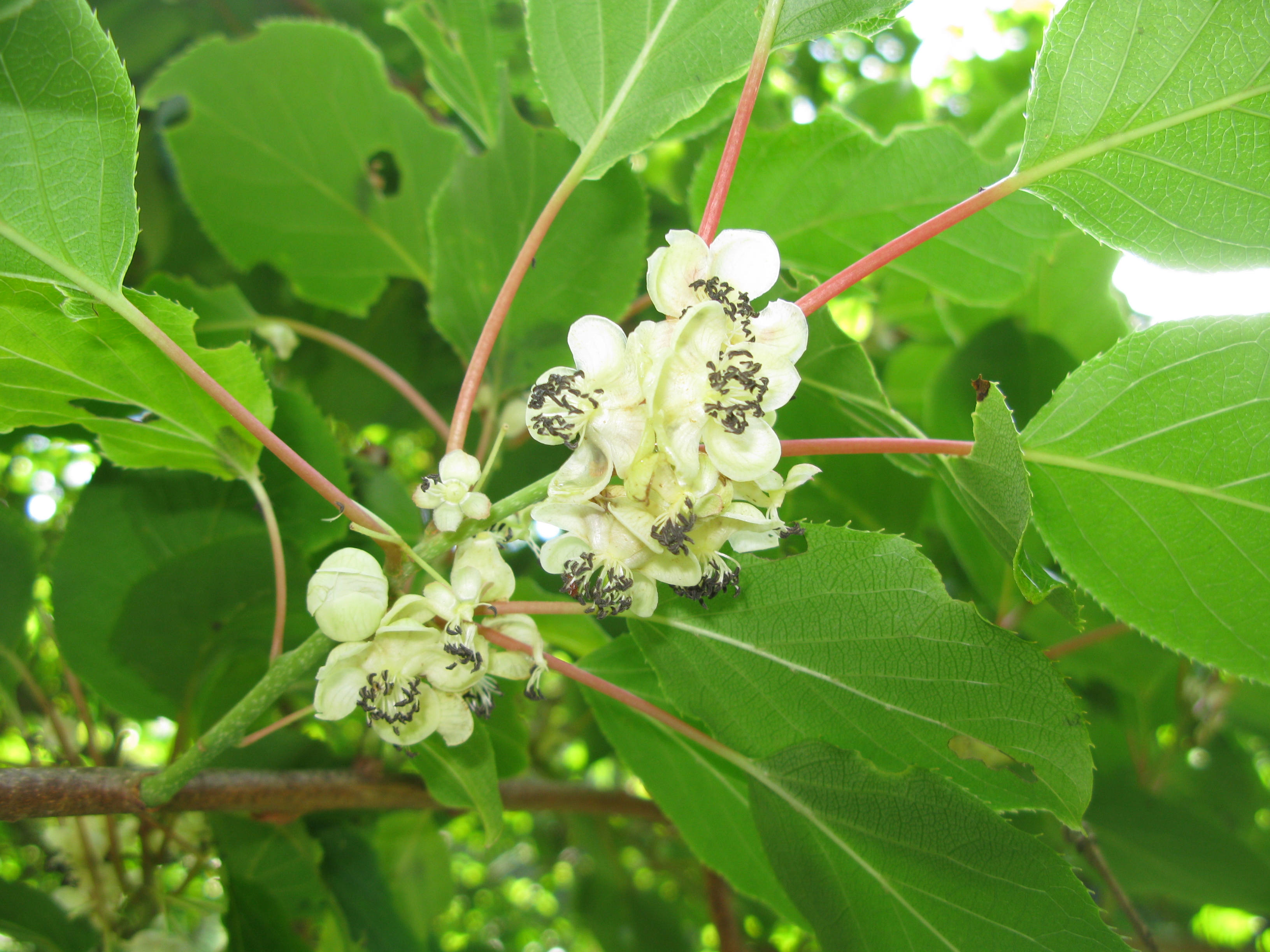
Feuilles et fleurs
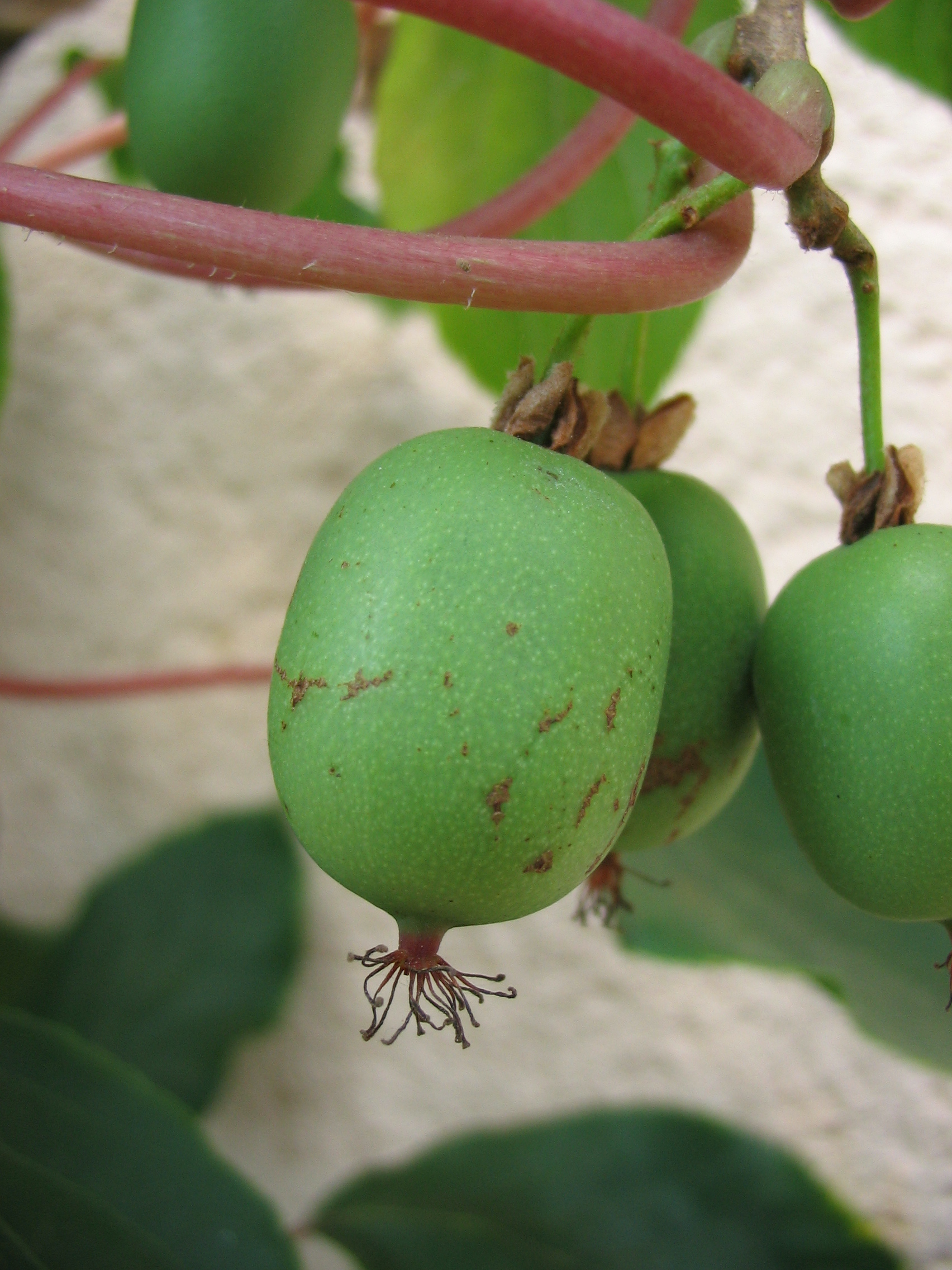
Fruits
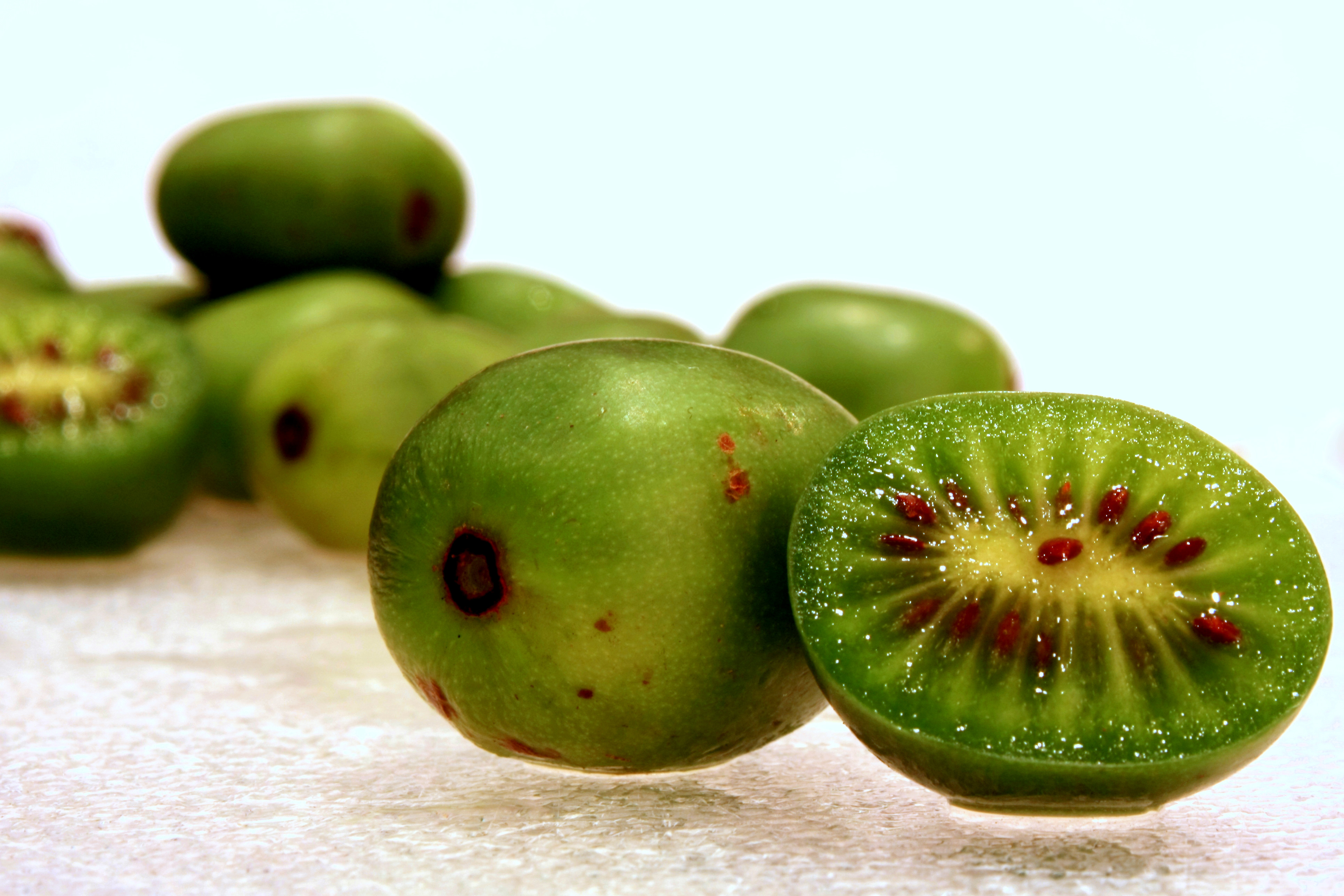
Fruits
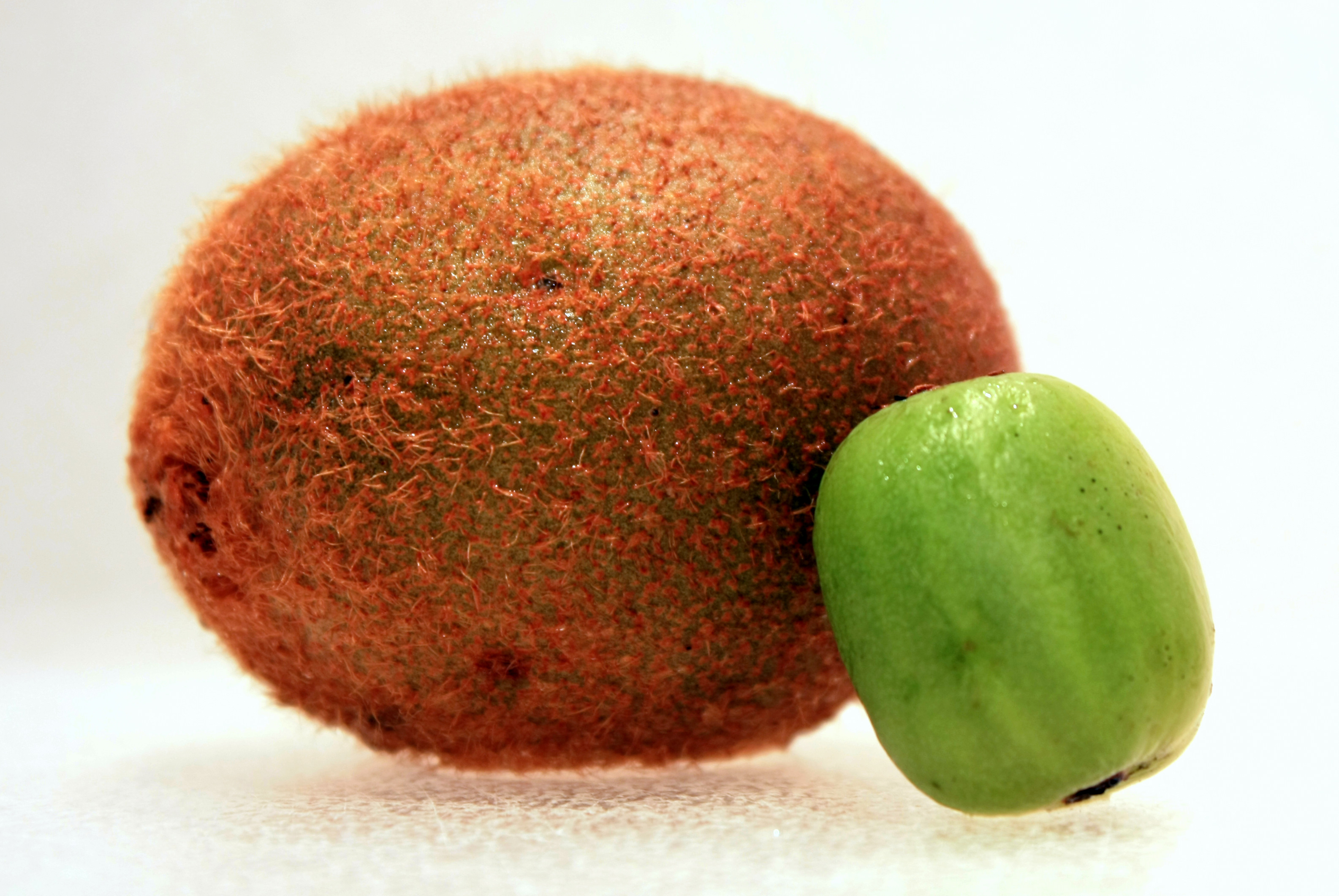
Comparaison avec le kiwi

## Distribution
Cette espèce est originaire d'Asie orientale : Russie (îles Kouriles, Sakhaline…), Chine (Anhui, Liaoning, Shaanxi, Shandong, Sichuan, Yunnan…), Japon (Hokkaidō, Honshū…) Corée, Taïwan.

## Culture
Le kiwaï est une plante plus résistante au froid que le kiwi. Il peut résister à des froids hivernaux allant jusqu'à −25 °C.
Il préfère un sol bien drainant (bien qu'ayant besoin d'eau) et pas trop calcaire. Pour la pollinisation, il est nécessaire de planter des pieds mâles (bien qu'il existe quelques variétés autofertiles). Il est nécessaire de prévoir un support solide, treillis par exemple.

### Cultivars
Selon Latocha (2017), si l'agro-industrie du kiwi est dominée par le cultivar « Hayward », le secteur émergent du Kiwaï est au contraire caractérisé par de nombreux cultivars, aux potentiels commercial variables et pour certains brevetés.
On trouve par exemple le Hortgem Tahi, Hortgem Rua ou Takaka Green, parmi les plus cultivés en Nouvelle-Zélande, au fruit généralement vert sans aucune rougeur. Aux États-Unis, le cultivar Ananasnaya le plus cultivé est caractérisé par une forte rougeur, mais d'autres cultivars, telles que Passion Popers et Aloha Annas y existent. En Europe, le Weiki (proche de l'Ananasnaya), et le Geneva (aux fruits verts sphériques et légèrement rouges ou brun rougeâtre) sont les deux cultivars les plus produits dans les années 2010, pendant qu'en Chine, des cultivars locaux sont préférés (ex. : Huan no 1, Long into the 2nd ou Quebec Green (entièrement vert).

## Marché
C'est encore un produit de niche sur les marchés, car il est difficile à transporter.
Mais, dans les années 1980 et 1990, des cultures commerciales de Kiwaïs se développent, lentement (sauf en Chine avec 1 200 ha de plantations créées dans la première partie des années 2010), mais régulièrement, d'abord localement et à petite échelle, aux États-Unis, au Chili, en Nouvelle-Zélande, en Australie en Chine et en Europe (France, Belgique, Italie, Pays-Bas, Suisse, Autriche, Pologne et Allemagne), d'après Piotr Latocha (du Départment de la protection de l'environnement de la Faculté d'horticulture, biotechnologies et architecture paysagère de l'Université des sciences du vivant de Varsovie). Ce dernier ajoute que vers 2015, il ne s'en commercialisait que 1 600 t/an (dont 40 % aux États-Unis, premier producteur devant la société Kiwifruit France qui en produisait plus de 300 t/an sous le nom de marque Nergi®, l'Université de Gand travaillant en Belgique voisine, avec un producteur en produisant plus de 200 t/an). En Nouvelle-Zélande, pays majeur de culture du kiwi, la production de kiwaï se concentre autour de la Baie de l'Abondance (160 t/an).
Les amateurs du kiwaï s'échangent communément, gratuitement, une multitude de variétés sur la bourse fruitière, aux couleurs et saveurs très différentes de l'une à l'autre. Ainsi, la variété Vitikiwi se rapproche du kiwi jaune, tandis que la variété Cherry Bomb est plus proche de la cerise avec une légère acidité.

## Utilisation

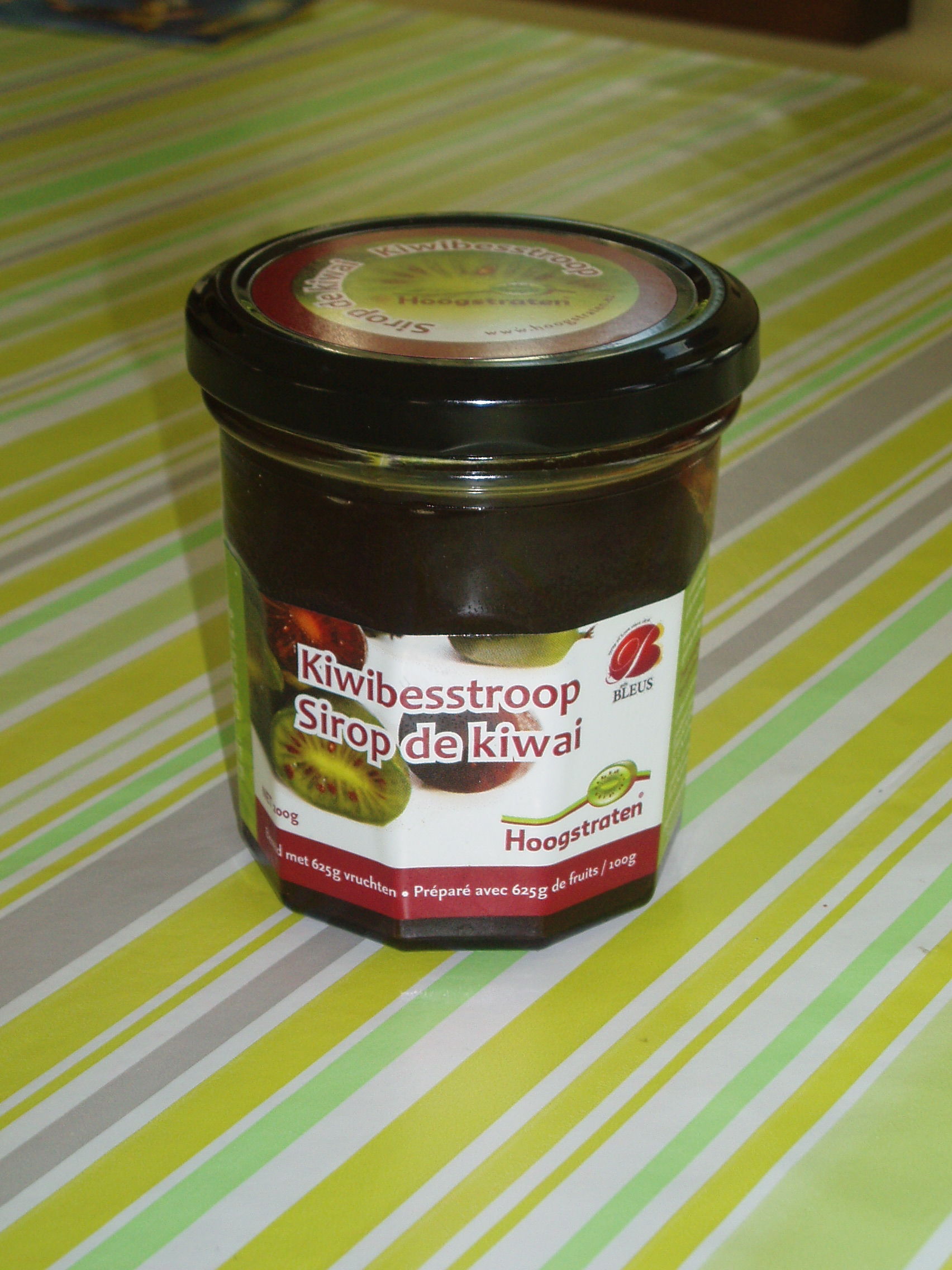
Confiture de kiwaï.

### Plante fruitière
Le fruit se consomme souple, voire un peu flétri (tel qu'en dessert, beignets, tartes…). Son mûrissement peut être accéléré en le plaçant avec des pommes dans un sachet. Pour les enfants, il est plus facile à manger que le Kiwi.
Ce fruit est riche en sucre, en composés phénoliques (jusqu'à 1301,1 mg/100 g de matière humide) et il contient une large gamme de vitamine, dont jusqu'à 430 mg par 100 g en poids frais de vitamine C (plus que ce que contient le kiwi). Il contient aussi de nombreux oligo-éléments (tels que le potassium, le calcium, le zinc, le magnésium, le fer, etc.) et plus de 20 nutriments essentiels). C'est l'aliment connu le plus riche en myo-inositol (jusqu'à 982 mg/100 g en poids frais), et l'un de ceux qui contiennent le plus de lutéine (jusqu'à 0,93 mg/100 g en poids frais). 
Ceci le positionne « au sommet des fruits classés comme superaliment » et « aliment sain » ; ces qualités le rendent utile contre le risque de coup de pompe ; « des recherches chinoises ont montré que les alcaloïdes bruts d'Actinidia arguta possèdent des effets anti-fatigue et augmentent les performances physiques chez la souris, par conséquent Actinidia arguta pourrait être considéré comme un complément alimentaire anti-fatigue (nutraceutique) dans la catégorie des aliments fonctionnels ».
Depuis la fin des années 2010, des recherches visent à préciser ses propriétés antioxydantes, antitumorales et anti-inflammatoires qui semblent prometteuses pour traiter certains cancers et certains troubles gastro-intestinaux, et contre l'hypercholestérolémie. Pour leur composition pharmaceutique, Actinidia arguta , Actinidia kolomikta et Actinidia polygama ont déjà été enregistrés pour prévenir et traiter plusieurs maladies à médiation immunitaire (inflammatoires), ainsi que contre des maladies inflammatoires sans causes allergiques.
Ce fruit est en outre bien plus résistant au gel que le Kiwi (jusqu'à −30 °C en hiver) et il présente une période de végétation plus courte, qui a permis d'en faire le premier des Actinidia à être cultivé commercialement dans le nord de l'Europe.

### Plante ornementale
Cette plante peut être appréciée pour son feuillage exubérant et sa floraison, mais elle peut (comme le Kiwi) donner l'impression d'être envahissante dans les petits jardins.